# ピキーリョ
ピキーリョ(Piquillo)またはピミエント・デル・ピキーリョ(Pimiento del Piquillo)は、ナス科の多年草であるトウガラシ属トウガラシの栽培品種。小型で肉厚の赤ピーマンであり、辛味はなく甘味を持つ。Piquilloとはスペイン語で「小さなくちばし」を意味する。llの発音から日本語表記ではピキージョと表記することもある。

## 栽培
伝統的にスペイン北部で栽培されている。著名な産地としてナバーラ州南西部のロドサが知られており、1987年には「ロドサのピキーリョ」(Piquillo de Lodosa)がスペインの原産地呼称制度であるデノミナシオン・デ・オリヘン(DO)に指定された。ポット栽培に適しており、果実は約7センチに成長する。一般的には9月から12月の2度の収穫期に手摘みされる。

## 利用
果皮をむいて種子を取り除いたピキーリョのオイル漬けが瓶詰めまたは缶詰めされて販売されている。詰め物料理に使用されることも多く、肉類、魚介類、チーズなどが詰められる。タパスの材料やスープの材料としても用いられる。炭火で焼くと水分である重量の60%が失われ、唐辛子よりもピーマンに似た甘く香ばしい香りを放つ。焼くと果皮と種子が手で容易に果肉から分離できる。

## 栄養価
ピキーリョは食物繊維、ビタミンC、ビタミンE、ビタミンA、ビタミンBを多く含んでいる。特にビタミンCの含有量がとても高く、柑橘類の果実に匹敵する。

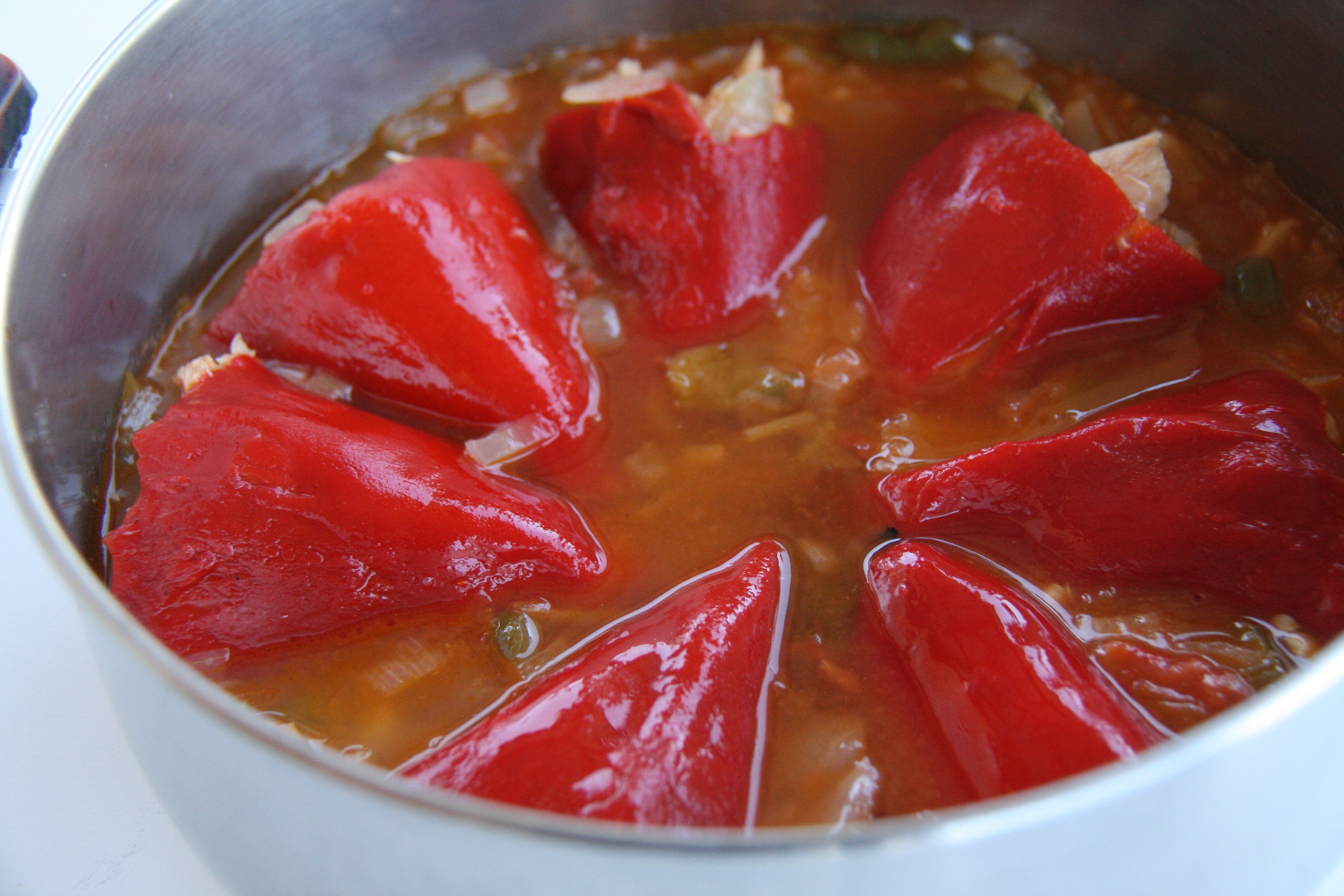
ピキーリョのカスエラ
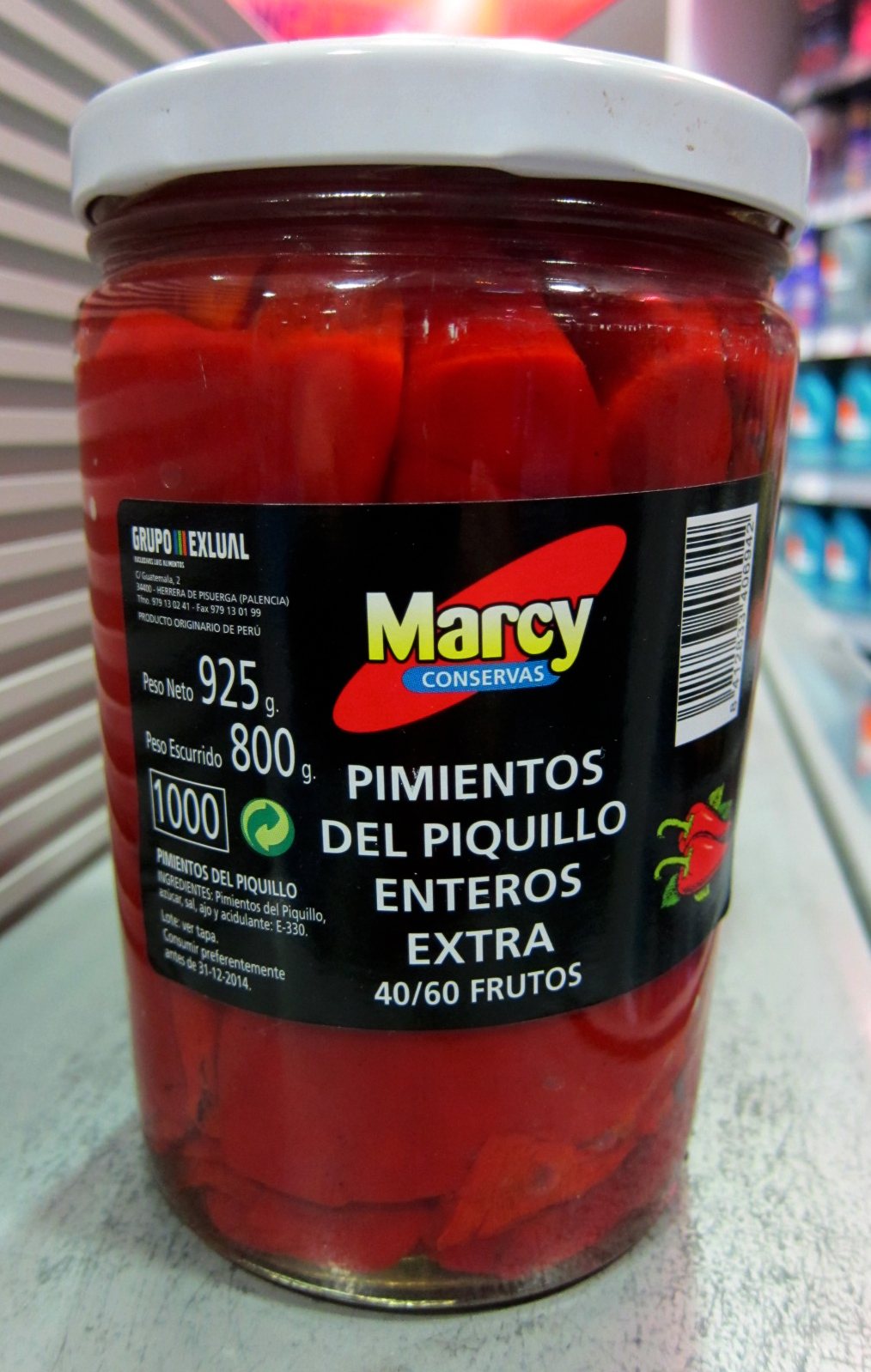
瓶詰めされたピキーリョ
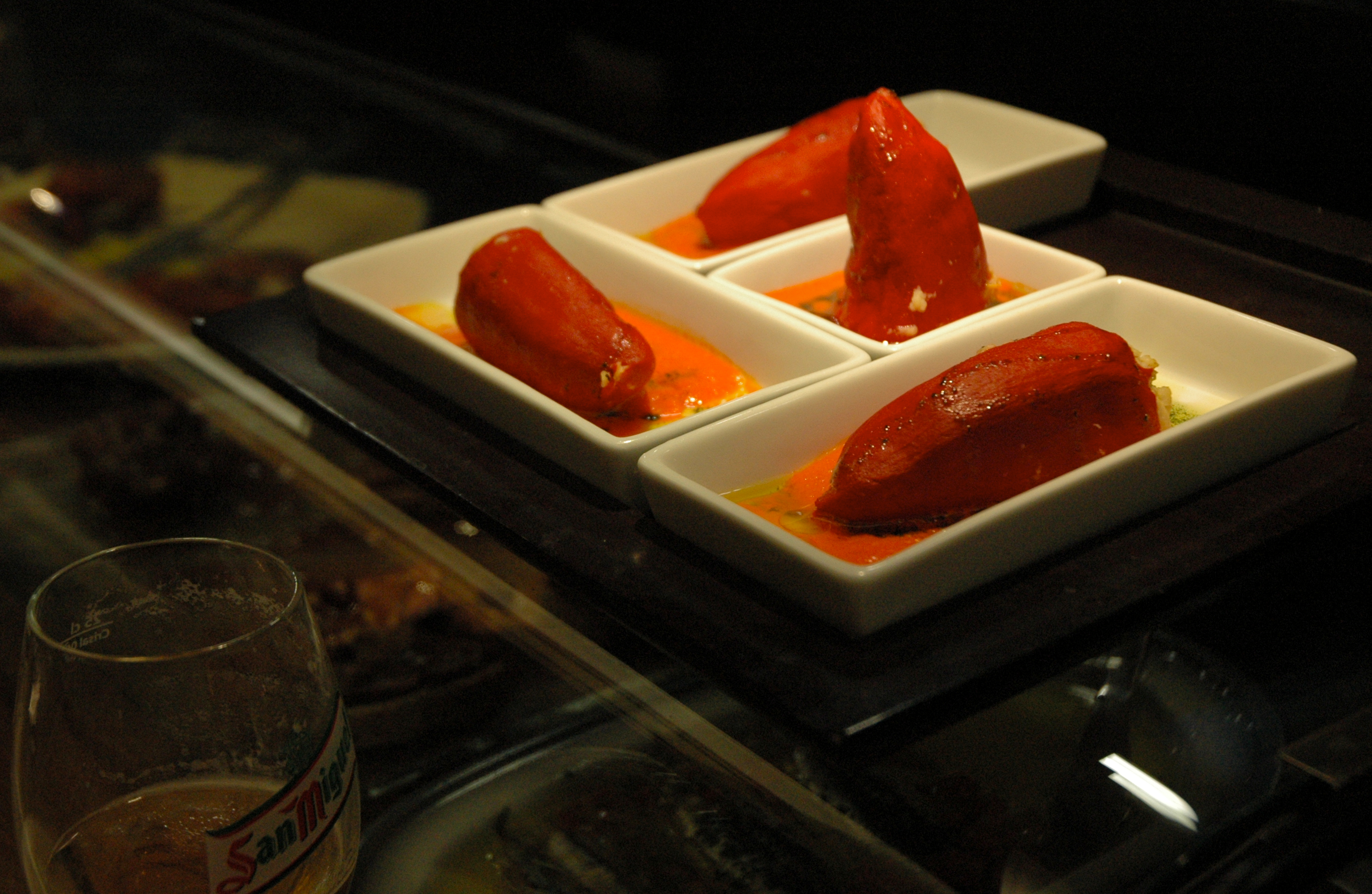
ピンチョスとしてのピキーリョ
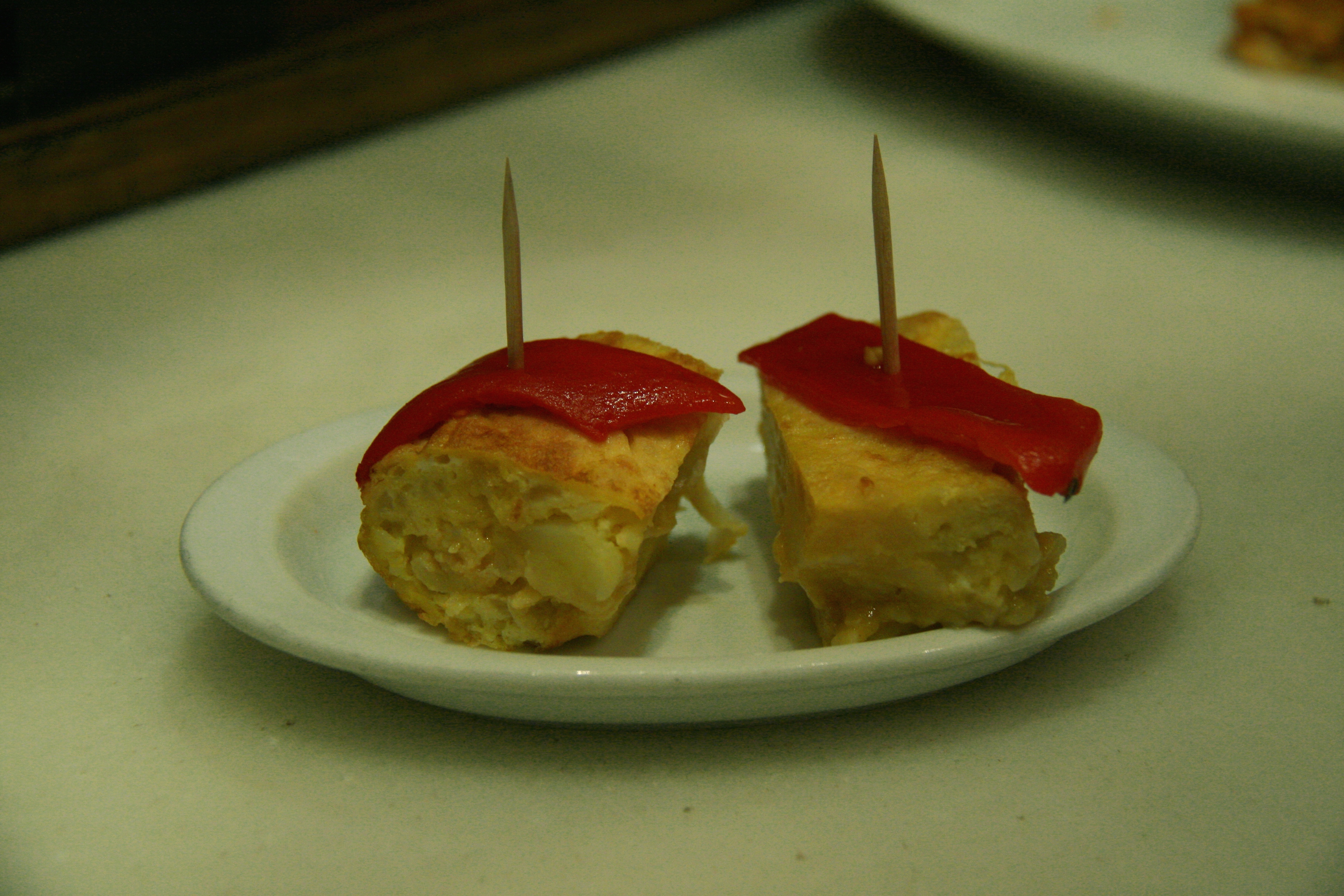
トルティージャの上にピキーリョが乗せられたピンチョス
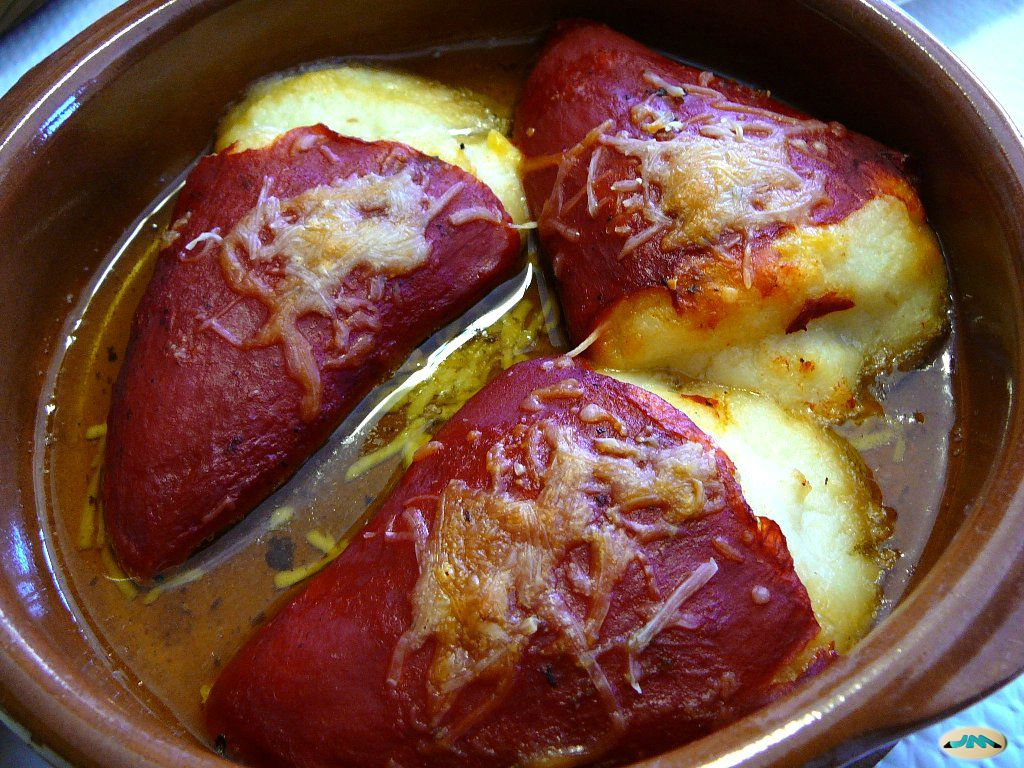
チーズの詰め物料理に用いられたピキーリョ
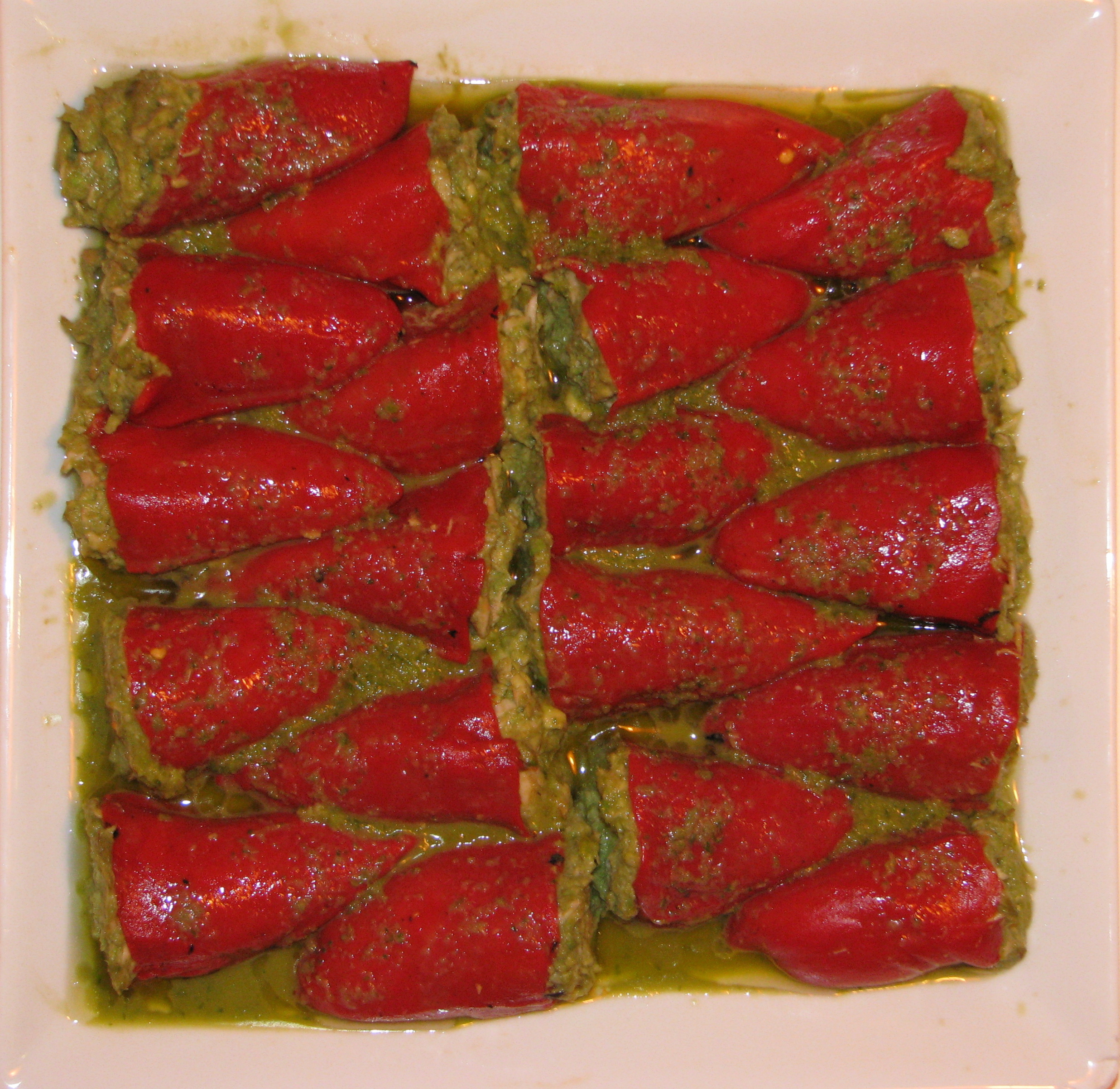
詰め物がされて並べられたピキーリョ